# جک بردبری
جک بردبری (انگلیسی: Jack Bradbury؛ ۲۷ دسامبر ۱۹۱۴ – ۱۵ مهٔ ۲۰۰۴) یک پویانما، و پدیدآور اهل ایالات متحده آمریکا بود. وی بین سال‌های ۱۹۳۵ تا ۱۹۴۸ میلادی فعالیت می‌کرد.